# Semine
Die Semine ist ein Fluss in Frankreich, der in den Regionen Bourgogne-Franche-Comté und Auvergne-Rhône-Alpes verläuft. Sie entspringt im Gemeindegebiet von La Pesse, im Regionalen Naturpark Haut-Jura, entwässert zunächst nach Südwest durch das Juragebirge und erreicht bei Saint-Germain-de-Joux die Autobahn A40, die sie in ihrem weiteren Verlauf begleitet. Sie wendet sich hier in südöstliche Richtung und mündet nach insgesamt rund 26 Kilometern bei Châtillon-en-Michaille, jedoch an der Grenze zur Nachbargemeinde Montanges als rechter Nebenfluss in die Valserine. Auf ihrem Weg durchquert die Semine die Départements Jura und Ain.

## Orte am Fluss
- Belleydoux
- Échallon
- Saint-Germain-de-Joux
- Châtillon-en-Michaille

## Sehenswürdigkeiten
Oberhalb von Belleydoux bildet der Fluss mehrere Wasserfälle, darunter auch den namentlich bekannten Saut à l’Âne.